# Foreste miste cantabriche
Le foreste miste cantabriche sono un'ecoregione dell'ecozona paleartica (codice ecoregione: PA0406).

## Territorio

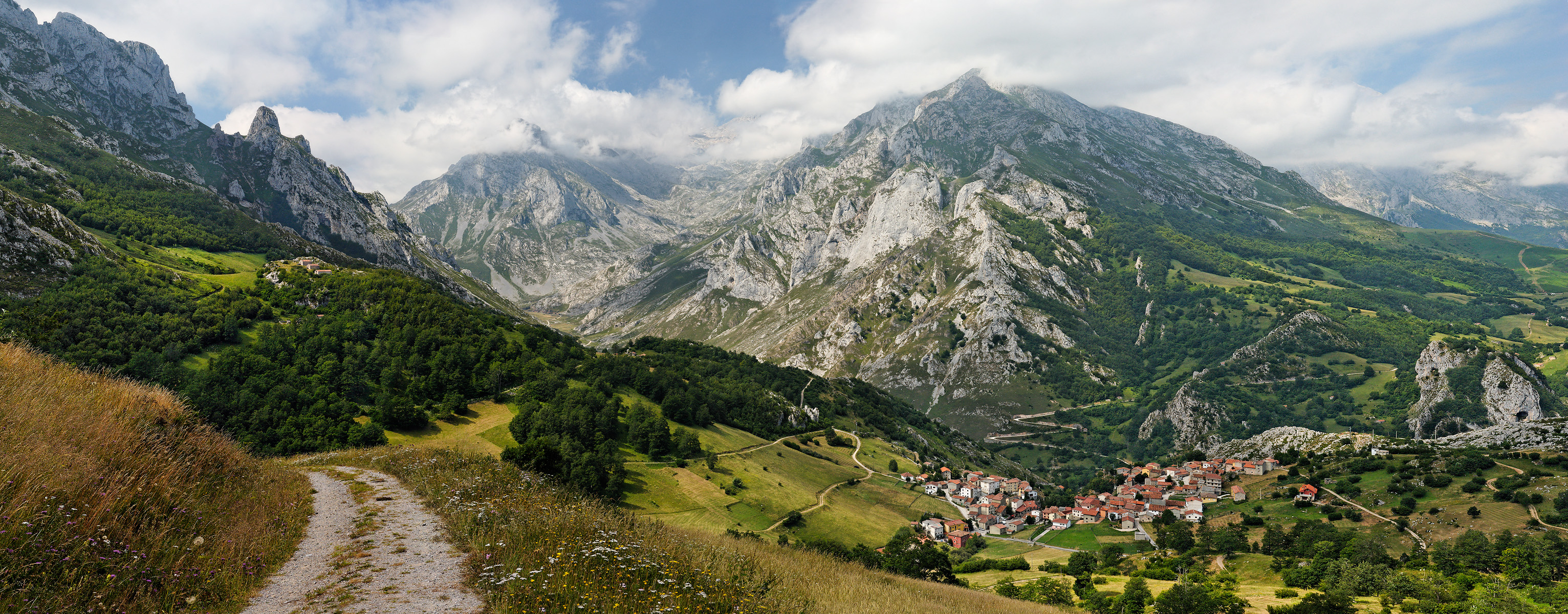
Il massiccio centrale dei Picos de Europa dal villaggio di Sotres, Asturie

Si tratta di una ecoregione appartenente al bioma della foresta temperata, che copra un'area di 79.000 km2 a partire dal Portogallo nord-occidentale, sviluppandosi parallela alla costa cantabrica, la catena dei Picos de Europa e la cordigliera Cantabrica, fino a raggiungere i Pirenei settentrionali e l'estremo sud-occidentale della Francia.

L'orografia è piuttosto differenzaita, pasando dalle alture rotondeggianti e i dolci declivi della porzione occidentale della Galizia, Trás-os-Montes e Alto Douro e Minho, attraverso le valli scoscese intervallate da altopiani carsici dei Picos de Europa, che presentano varie cime oltre i 2.500 m.

Il clima è atlantico mite, coin tenperature medie che oscillano tra gli 8-14 °C e una piovosità tra i 900-1.800 mm/anno. La costa gode di inverni temèerati e piovosità distribuita lungo tutto l'anno; la parte galiziana e portoghese invece presenta un clima più mediterraneo, con estati secche, mentre la parte più elevata ha inverni freddi e abbondanti nevicate.

## Flora
L'ecoregione ospita diversi tipo di consociazioni vegetali, in funzione dell'altitudine. I rilievi minori, nella zona occidentale, ospitano foreste decidue di latifoglie caratterizzate da farnie (Quercus robur), frassini (Fraxinus excelsior), tigli (Tilia platyphyllos, Tilia cordata), olmi (Ulmus glabra) e aceri (Acer pseudoplatanus, Acer platanoides). Dal punto vista fitogeografico, è importante rilevare che in questa zona esistono foreste relitte di querceti sempreverdi mediterranei di lecci (Quercus ilex) e querce da sughero (Quercus suber) nelle valli calcaree lungo la costa. Queste foreste relitte contengono anche specie che risalgono al Cenozoico quali l'alloro (Laurus nobilis), il corbezzolo (Arbutus unedo) e il ranno laterno (Rhamnus alaternus) e specie di Felci.

Le zone di altitudine più elevata sono invece caratterizzate da foreste decidue di latifoglie, come il rovere (Quercus petraea) la quercia dei Pirenei (Quercus pyrenaica) e il faggio (Fagus sylvatica). Al di sopra del livello di crescita delle piante d'alto fusto, si trovano eriche (Erica mackaiana), ginestre (Genista legionensis e Genista hispanica occidentalis) che predominano nelle zone di ristagno di acqua, le torbiere e le zone rocciose.

Delle 2.000 specie di piante identificate enll'ecoregione, circa il 10-20% sono endemiche, tra cui Genista berberidea, Aquilegia discolor, Armeria maritima, Armeria pubigera, Cytisus ingramii, Linaria faucicola, Petrocoptis viscosa e Petrocoptis grandiflora. Nel parco nazionale dei Picos de Europa sono presenti 40 specie di orchidee.

## Fauna

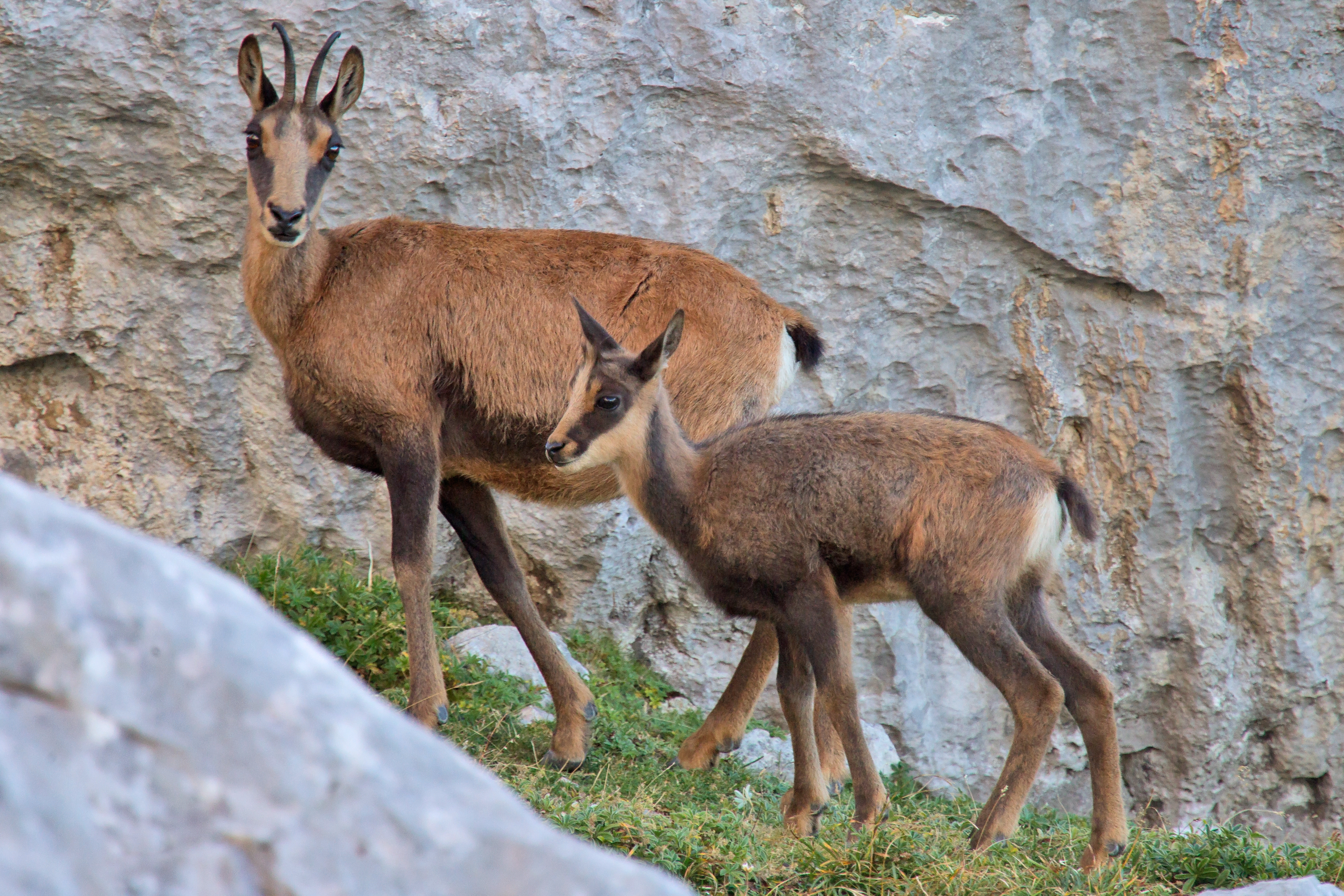
Camosci nella Vega de Urriellu

Nella foresta cantabrica sopravvivono grandi carnivori quali l'orso bruno (Ursus arctos) e il lupo (Canis lupus). I camosci (Rupicapra rupicapra) sono abbondanti, così come i conigli (Oryctolagus cuniculus), i cinghiali (Sus scrofa), gli scoiattoli (Sciurus) e i caprioli (Capreolus capreolus).

Tra gli uccelli, è importante segnalare la presenza del gallo cedrone (Tetrao urogallus), il grifone (Gyps fulvus) e il picchio nero (Dryocopus martius).

Tra gli anfibi si registra una specie endemica: la chioglossa (Chioglossa lusitanica), che è compresa anche nella lista rossa IUCN delle specie in pericolo.

## Conservazione
Esistono varie aree protette, nella'area dell'ecoregione: oltre al parco nazionale dei Picos de Europa, la riserva naturale di Artikutza, il parco naturale di Urbasa-Andía e la riserva della biosfera di Urdaibai.
Lo stato naturale è intaccato profondamente dall'avanzamento delle attività antropiche, in particolare l'allevamento animale e l'introduzione di qualche specie aliena (eucalipti e pino di Monterey). Anche le attività minerarie e la costruzione di impianti per lo sfruttamento dell'energia hanno contribuito a introdurre sostanze inquinanti nell'ecosistema e a ridurre la copertura forestale in certe aree.

La costruzione di nuove strade di grande comunicazione mette a repentaglio la sopravvivenza dell'orso bruno, la cui popolazione è stata frammentata in almeno due famiglie separate dall'autostrada Madrid-Oviedo.